# أولا سفينسون (لاعب كرة قدم سويدي)
أولا سفينسون (بالسويدية: Ola Svensson)‏ هو لاعب كرة قدم سويدي في مركز الدفاع، ولد في 6 أبريل 1964 في غوتنبرغ في السويد. لعب مع نادي غوتبورغ ونادي هالمستاد.

## وصلات خارجية
- أولا سفينسون (لاعب كرة قدم سويدي) على موقع قاعدة بيانات كرة القدم.إي يو (الإنجليزية)
- أولا سفينسون (لاعب كرة قدم سويدي) على موقع أوليمبيديا (الإنجليزية)
- أولا سفينسون (لاعب كرة قدم سويدي) على موقع اللجنة الأولمبية السويدية (السويدية)